# Joshua H. Marvil

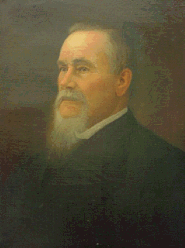
Joshua H. Marvil

Joshua Hopkins Marvil (* 3. September 1825 in Laurel, Delaware; † 8. April 1895 ebenda) war ein US-amerikanischer Politiker und im Jahr 1895 Gouverneur des Bundesstaates Delaware.

## Frühe Jahre und politischer Aufstieg
Über die Schulzeit von Joshua Marvil ist wenig bekannt. Er wuchs auf der Farm seiner Familie auf und war danach einige Zeit als Seemann tätig. Danach war er im Schiffbau angestellt, ehe er sich mit einem Betrieb selbständig machte, der landwirtschaftliche Bedarfsartikel und Obstkörbe produzierte. Nachdem er in seiner Fabrik mit Hilfe von Dampfkraft die Produktion steigern konnte, nahm sein Geschäft einen gewaltigen Aufschwung. Zeitweise produzierte er zwei Millionen Obstkörbe und eine Million Kisten im Jahr. Im Jahr 1889 stieg er auch in das Zeitungsgeschäft ein, indem er die erste Zeitung in Laurel, die „Gazette“, herausgab.
Während des Amerikanischen Bürgerkriegs stand er als Anwerbungsbeauftragter (Enrollment officer) in Diensten der Unionsarmee. Damals wurde er Mitglied der Republikaner. Dieser Partei blieb er auch in den Jahren nach dem Bürgerkrieg treu, obwohl sie damals politisch keine Chance gegen die Übermacht der Demokraten hatte. In den Jahren 1882 und 1890 lehnte er die Nominierung seiner Partei zum Kandidaten für die Gouverneurswahlen ab.

## Gouverneur von Delaware
Im Jahr 1894 wurde ihm nochmals die Nominierung seiner Partei für das höchste Staatsamt in Delaware angetragen und diesmal nahm er an. Die Voraussetzungen für einen Republikaner, die Wahl zu gewinnen, waren günstiger als jemals zuvor in Delaware. Zum einen hatte seine Partei mit J. Edward Addicks, einem Millionär aus Philadelphia, einen Sponsor gefunden, der die Partei teilweise finanzierte. Zum anderen waren die Demokraten in sich gespalten und hatten sich nach 30-jähriger Alleinherrschaft auch verbraucht. Tatsächlich gewann Marvil die Wahl gegen den späteren Gouverneur Ebe W. Tunnell mit 221 Stimmen Vorsprung. Er war der erste gewählte republikanische Gouverneur von Delaware. Gleichzeitig bekam er auch noch eine Mehrheit im Repräsentantenhaus. Mit diesem Wahlsieg wurde ein Wechsel in Delaware eingeleitet. Zwar amtierten mit William T. Watson und Ebe Tunnell bis 1901 nochmals zwei demokratische Gouverneure, doch sollten danach bis und 1937 nur republikanische Gouverneure gewählt werden.
Gouverneur Marvil trat sein neues Amt am 15. Januar 1895 an. Er fürchtete von Anfang an, dass seine Gesundheit es ihm nicht erlauben würde, eine volle vierjährige Amtszeit zu absolvieren. Ein harter kalter Winter setzte ihm zusätzlich zu. Er starb bereits am 8. April 1895 nach knapp vier Monaten im Amt. Marvil war der neunte und bisher letzte Gouverneur von Delaware, der im Amt verstorben ist. In der kurzen Zeit seiner Regierung blieb ihm keine Zeit, neue politische Akzente zu setzen. Nach seinem Tod wurde sein Amt von William Watson, dem damaligen Präsidenten des Staatssenats, übernommen. Mit seiner Frau Sarah Ann Sirman hatte Gouverneur Marvil drei Kinder.